# Lambe Sujo
O Lambe-Sujo, é uma festividade popular de Sergipe e Alagoas, Brasil. É realizada principalmente em Aracaju e Laranjeiras, mas também em Maceió e em cidades do interior de Alagoas. Também é possível encontrar o folguedo em Itaporanga d'Ajuda, Lagarto e Japaratuba.
Os  participantes do "lambe-sujo" pintam seus corpos com tinta de cor preta, enquanto vestem-se com gorros vermelhos e calções, além de foices de madeira, que são utilizadas como "arma".
Atualmente, a “Festa de Lambe-Sujo”, tornou-se uma das principais Laranjeiras. Muitos estudiosos, tais como antropólogos, diretores de teatro e cinema viajam até a cidade para estudar a manifestação cultural.

## História
Alguns pesquisadores acreditam que os lambe-sujos já existissem desde 1860 já existindo, assim, antes mesmo da abolição da escravatura.
Os registros oficiais da festa, por sua vez, começam a partir de 1930.